# 清水義和
清水 義和（しみず よしかず、1946年7月 - ）は、日本の演劇研究・評論家、愛知学院大学名誉教授。

## 経歴
岐阜県大垣市生まれ。1969年東洋大学英文科卒、77年立正大学大学院英文学博士課程満期退学。愛知学院大学教養部助教授、教授、客員教授を経て現在は名誉教授。国際寺山修司学会会長。日本英語音声学会副会長。韓国音声学会終身会員。名古屋演劇ペンクラブ会員。松原英治・若尾正也記念演劇賞審査委員。88年日本英語音声学会賞受賞。98年韓国音声学会奨励賞受賞。

## 著書
- 『ショー・シェークスピア・ワイルド移入史 逍遥と抱月の弟子たち 市川又彦・坪内士行・本間久雄の研究方法』文化書房博文社 1999
- 『バーナード・ショー世界と舞台 イプセンからブレヒトまで』文化書房博文社 2000
- 『ファンタジーの世界 バーナード・ショー ワーグナーからサルトルまで』文化書房博文社 2001
- 『ドラマの世界バーナード・ショー シェークスピアからワーグナーまで』文化書房博文社 2002
- 『ドラマの誕生バーナード・ショー』文化書房博文社 2003
- 『演劇の現在 シェイクスピアと河竹黙阿弥』文化書房博文社 2004
- 『劇場の現在 シェイクスピアとショー』文化書房博文社 2005
- 『寺山修司の劇的卓越』人間社 2006
- 『寺山修司海外フィルムドラマ』文化書房博文社 2007

### 編著
- 『寺山修司欧米キネマテアトル』文化書房博文社 2008
- 『寺山修司海外公演』文化書房博文社 2009
- 『寺山修司海外キネマテアトロ』文化書房博文社 2010
- 『寺山修司海外ヴィジュアルアーツ』編 文化書房博文社 2011
- 『寺山修司グローヴァル・モダンアーツ = TERAYAMA SHUJI Global Modern Arts』編 文化書房博文社 2012
- 『寺山修司カレイドスコープの新世界』編著 文化書房博文社 2013

## 参考
- 著書の略歴と、J-GLOBAL
- 清水義和-iRONNA